# اریکا هولست

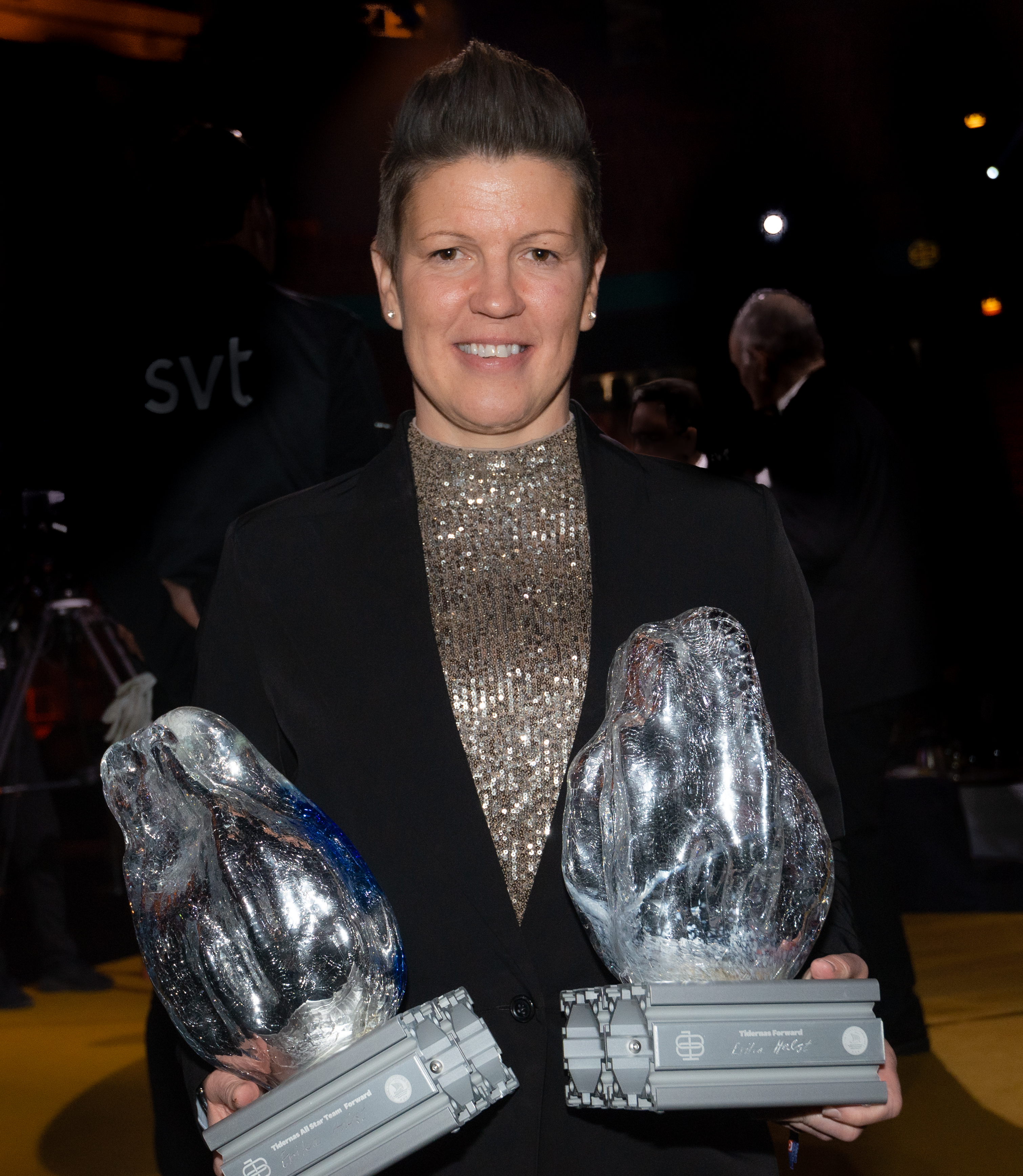
اریکا هولست در سال ۲۰۲۲

اریکا هولست (سوئدی: Erika Holst؛ زادهٔ ۸ آوریل ۱۹۷۹) بازیکن هاکی روی یخ اهل سوئد است.